# Rosenthal (Odenthal)
Rosenthal ist ein Ortsteil in der Gemeinde Odenthal im Rheinisch-Bergischen Kreis an  der Grenze zu Bergisch Gladbach. 

## Geschichte
Der Hof Rosenthal wird im Urkataster nordöstlich von Hof Büchel erwähnt. Es handelt sich um eine spätmittelalterliche Siedlungsgründung. Sie wurde erstmals 1400 als Rosendael urkundlich erwähnt. Im 15./16. Jahrhundert muss der Hof in den Besitz der Johanniterkommende Herrenstrunden gekommen sein, da er bereits in einem Pachtbrief aus dem Jahr 1600 entsprechend aufgeführt wird. Das Lagerbuch der Kommende von 1732 erwähnt die Größe des Hofs mit einem Grundbesitz von 113,5 Morgen, der etwa je zur Hälfte Ackerland und Waldungen war.
Die Topographia Ducatus Montani des Erich Philipp Ploennies, Blatt Amt Porz, belegt, dass der Wohnplatz 1715 als ein Hof kategorisiert wurde und mit Rosendahl bezeichnet wurde. Carl Friedrich von Wiebeking benennt die Hofschaft auf seiner Charte des Herzogthums Berg 1789 als Rosenthal. Aus ihr geht hervor, dass Rosenthal zu dieser Zeit Teil der Honschaft Combüchen im Kirchspiel Paffrath war.
Nach der Säkularisation 1806 wurde der Hof zunächst nicht mehr bewirtschaftet und drohte zu verfallen. Erst in der Mitte des 19. Jahrhunderts wurden nach und nach alle Gebäude wieder erneuert. Zugleich wurde der landwirtschaftliche Betrieb wieder aufgenommen. Unter der französischen Verwaltung zwischen 1806 und 1813 wurde das Amt Porz aufgelöst und Rosenthal wurde politisch der Mairie Gladbach im Kanton Bensberg zugeordnet. 1816 wandelten die Preußen die Mairie zur Bürgermeisterei Gladbach im Kreis Mülheim am Rhein. Mit der Rheinischen Städteordnung wurde Gladbach 1856 Stadt, die dann 1863 den Zusatz Bergisch bekam.
Der Ort ist auf der Topographischen Aufnahme der Rheinlande von 1824 als Rosenthal und auf der Preußischen Uraufnahme von 1840 als Rosenthaler Hof verzeichnet. Ab der Preußischen Neuaufnahme von 1892 ist er auf Messtischblättern regelmäßig als Rosenhtal oder ohne Namen verzeichnet.
Nachdem die Pfarre Herrenstrunden den Hof ab 1918 betreute, legte man 1929 einen neuen, breiteren Verbindungsweg – den Rosenthaler Weg – zwischen dem Hof und der Pfarrei an. Aufgrund des Köln-Gesetzes wurden Teile der Stadt Bergisch Gladbach mit Wirkung zum 1. Januar 1975 nach Odenthal eingemeindet. Dabei wurde auch Rosenthal Teil von Odenthal.
| Jahr | Einwohner | Wohn- gebäude | Kategorie  | Politische / kirchliche Zugehörigkeit                             |
| ---- | --------- | ------------- | ---------- | ----------------------------------------------------------------- |
| 1822 | 8         |               | Hofstelle  | Bürgermeisterei Gladbach, Kirchspiel Paffrath                     |
| 1830 | 9         |               | Hofstelle  | Bürgermeisterei Gladbach, Kirchspiel Paffrath                     |
| 1845 | 12        | 1             | Ackergut   | Bürgermeisterei Gladbach, Kirchspiel Paffrath, Gemeinde Combüchen |
| 1871 | 13        | 1             | Einzelhaus | Bürgermeisterei Gladbach, Kirchspiel Paffrath                     |
| 1885 | 9         | 1             | Wohnplatz  | Bürgermeisterei Gladbach, Kirchspiel Paffrath                     |
| 1895 | 6         | 1             | Wohnplatz  | Bürgermeisterei Gladbach, Kirchspiel Paffrath                     |
| 1905 | 10        | 1             | Wohnplatz  | Bürgermeisterei Gladbach, Kirchspiel Paffrath                     |